# 데빌스 노트
《데빌스 노트》(영어: Devil's Knot)는 미국에서 제작된 애텀 이고이언 감독의 2013년 전기 범죄 드라마 영화이다. 콜린 퍼스, 리스 위더스푼, 미레이 이너스, 데인 더한, 브루스 그린우드, 스티븐 모이어, 엘리어스 커테이어스, 에이미 라이언, 알레산드로 니볼라 등이 출연하였다.

## 줄거리
1993년 아칸소주 웨스트멤피스에서 8살 짜리 아동 셋이 살해된다. 신앙심이 강한 마을 주민들과 경찰은 이를 사탄을 숭배하는 컬트 집단의 짓으로 확신한다. 한 달 뒤 십대 소년 3명이 용의자로 체포되는데...

## 출연진
- 리스 위더스푼
- 미레이 이너스
- 콜린 퍼스
- 데인 더한
- 케빈 듀랜드
- 브루스 그린우드
- 스티븐 모이어
- 엘리어스 커테이어스
- 에이미 라이언
- 알레산드로 니볼라
- 게리 그럽스
- 마틴 헨더슨
- 콜렛 울프
- 크리스토퍼 폴라하
- 렉스 린
- 맷 레처
- 마이클 글래디스
- 브라이언 하우
- 로버트 베이커

## 기타 제작진
- 배역: 데버라 어퀼라
- 의상: 케리 퍼킨스